# 8a etapa del Tour de França de 2015
La 8a etapa del Tour de França de 2015 es disputà el dissabte 11 de juliol de 2015 sobre un recorregut de 181,5 km entre les viles franceses de Rennes i Mûr-de-Bretagne.
El vencedor de l'etapa fou el francès Alexis Vuillermoz (AG2R La Mondiale), que s'imposà amb cinc segons sobre l'irlandès Daniel Martin (Cannondale-Garmin) i deu sobre l'espanyol Alejandro Valverde (Movistar Team) després d'atacar en l'ascensió final a Mûr-de-Bretagne.

## Recorregut

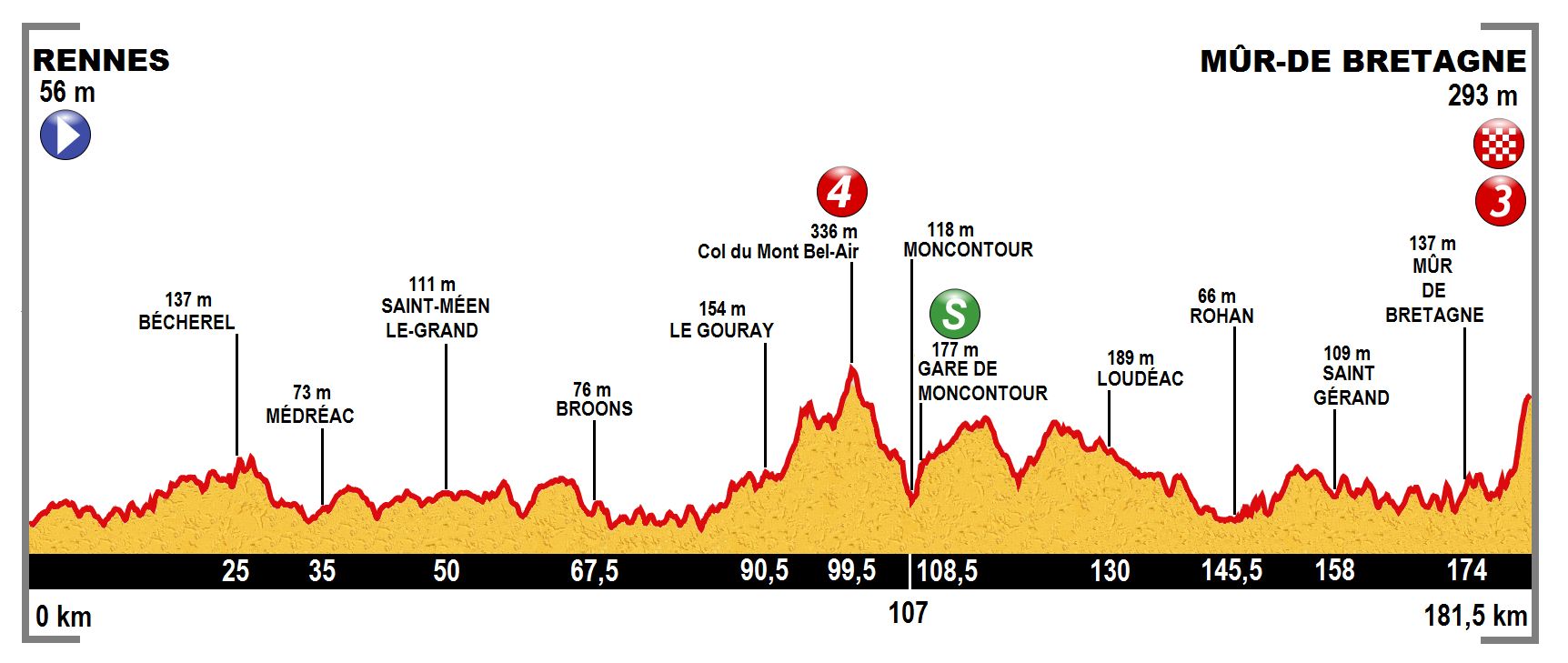
Recorregut de la 8a etapa

Etapa bàsicament plana, amb una cota de quarta categoria al tram central de l'etapa, però amb un final més trencacames i una ascensió final fins al poble de Mûr-de-Bretagne, de 3a categoria, i dos quilòmetres de llargada al 6,9% de mitjana, però amb un primer amb rampes que superen el 10%. L'únic esprint intermedi es troba a la Gare de Moncontour, al quilòmetre 108,5. Durant el recorregut es passa pels departaments d'Ille-et-Vilaine, Côtes-d'Armor i Morbihan.

## Desenvolupament de l'etapa
L'escapada inicial del dia va estar formada per Pierre-Luc Perichon (Bretagne-Séché Environnement), Sylvain Chavanel (IAM Cycling), Bartosz Huzarski (Bora-Argon 18) i Romain Sicard (Team Europcar), però poc després del pas per l'esprint especial del dia, quan estaven a punt de ser neutralitzats pel gran grup sota l'empenta del Lotto Soudal, sortiren del gran grup dos ciclistes, Lars Bak (Lotto Soudal) i Michał Gołaś (Etixx-Quick Step), que juntament amb Huzarski es mantingueren al capdavant de la cursa fins a manca de 10 km per a la finalització.
El punt clau de l'etapa era l'ascensió final fins a Mûr-de-Bretagne, per la qual cosa els principals favorits a la victòria final lluitaren per entrar al port en la millor posició possible. Chris Froome (Team Sky) va comandar el grup principal en el primer tram d'ascensió, però a manca de 800 metres per l'arribada Alexis Vuillermoz (AG2R La Mondiale) atacà, sense que ningú el seguís en un primer moment, per aconseguir en solitari la seva victòria més important com a professional. Daniel Martin (Cannondale-Garmin) arribà en segona posició a cinc segons, mentre Alejandro Valverde (Movistar Team) ho feia a deu segons, tot guanyant a Peter Sagan (Team Tinkoff-Saxo) l'esprint per la tercera posició i donant temps al grup dels favorits. Sols Vincenzo Nibali (Astana Qazaqstan Team) va perdre temps respecte a Froome.

## Resultats

### Classificació de l'etapa
|    | Ciclista                 | Equip               | Temps      |
| -- | ------------------------ | ------------------- | ---------- |
| 1  | Alexis Vuillermoz (FRA)  | AG2R La Mondiale    | 4h 20' 55" |
| 2  | Daniel Martin (IRL)      | Cannondale-Garmin   | + 5"       |
| 3  | Alejandro Valverde (ESP) | Movistar Team       | + 10"      |
| 4  | Peter Sagan (SVK)        | Team Tinkoff-Saxo   | + 10"      |
| 5  | Tony Gallopin (FRA)      | Lotto Soudal        | + 10"      |
| 6  | Greg Van Avermaet (BEL)  | BMC Racing Team     | + 10"      |
| 7  | Adam Yates (GBR)         | Orica-GreenEDGE     | + 10"      |
| 8  | Chris Froome (GBR)       | Team Sky            | + 10"      |
| 9  | Bauke Mollema (NED)      | Trek Factory Racing | + 10"      |
| 10 | Tejay van Garderen (USA) | BMC Racing Team     | + 10"      |

### Punts atribuïts
| 1r  | Pierre-Luc Périchon (FRA) | Bretagne-Séché Environnement | 20 pts |
| 2n  | Bartosz Huzarski (POL)    | Bora-Argon 18                | 17 pts |
| 3r  | Sylvain Chavanel (FRA)    | IAM Cycling                  | 15 pts |
| 4t  | Romain Sicard (FRA)       | Team Europcar                | 13 pts |
| 5è  | André Greipel (GER)       | Lotto Soudal                 | 11 pts |
| 6è  | John Degenkolb (GER)      | Team Giant-Alpecin           | 10 pts |
| 7è  | Koen de Kort (NED)        | Team Giant-Alpecin           | 9 pts  |
| 8è  | Mark Cavendish (GBR)      | Etixx-Quick Step             | 8 pts  |
| 9è  | Peter Sagan (SVK)         | Team Tinkoff-Saxo            | 7 pts  |
| 10è | Bryan Coquard (FRA)       | Team Europcar                | 6 pts  |
| 11è | Roy Curvers (NED)         | Team Giant-Alpecin           | 5 pts  |
| 12è | Angélo Tulik (FRA)        | Team Europcar                | 4 pts  |
| 13è | Pierre Rolland (FRA)      | Team Europcar                | 3 pts  |
| 14è | Thomas De Gendt (BEL)     | Lotto Soudal                 | 2 pts  |
| 15è | Frédéric Brun (FRA)       | Bretagne-Séché Environnement | 1 pt   |

| 1r  | Alexis Vuillermoz (FRA)  | AG2R La Mondiale    | 30 pts |
| 2n  | Daniel Martin (IRL)      | Cannondale-Garmin   | 25 pts |
| 3r  | Alejandro Valverde (ESP) | Movistar Team       | 22 pts |
| 4t  | Peter Sagan (SVK)        | Team Tinkoff-Saxo   | 19 pts |
| 5è  | Tony Gallopin (FRA)      | Lotto Soudal        | 17 pts |
| 6è  | Greg Van Avermaet (BEL)  | BMC Racing Team     | 15 pts |
| 7è  | Adam Yates (GBR)         | Orica-GreenEDGE     | 13 pts |
| 8è  | Christopher Froome (GBR) | Team Sky            | 11 pts |
| 9è  | Bauke Mollema (NED)      | Trek Factory Racing | 9 pts  |
| 10è | Tejay Van Garderen (USA) | BMC Racing Team     | 7 pts  |
| 11è | Julián Arredondo (COL)   | Trek Factory Racing | 6 pts  |
| 12è | Joaquim Rodríguez (CAT)  | Team Katusha        | 5 pts  |
| 13è | Warren Barguil (FRA)     | Team Giant-Alpecin  | 4 pts  |
| 14è | Alberto Contador (ESP)   | Team Tinkoff-Saxo   | 3 pts  |
| 15è | Rigoberto Urán (COL)     | Etixx-Quick Step    | 2 pt   |

### Colls i cotes
| 1r | Romain Sicard (FRA) | Team Europcar | 1 pt |

| 1r | Alexis Vuillermoz (FRA) | AG2R La Mondiale  | 2 pts |
| 2n | Daniel Martin (IRL)     | Cannondale-Garmin | 1 pt  |

## Classificacions a la fi de l'etapa

### Classificació general
|    | Ciclista                 | Equip               | Temps       |
| -- | ------------------------ | ------------------- | ----------- |
| 1  | Chris Froome (GBR)       | Team Sky            | 31h 01' 56" |
| 2  | Peter Sagan (SVK)        | Team Tinkoff-Saxo   | + 11"       |
| 3  | Tejay van Garderen (USA) | BMC Racing Team     | + 13"       |
| 4  | Tony Gallopin (FRA)      | Lotto Soudal        | + 26"       |
| 5  | Greg Van Avermaet (BEL)  | BMC Racing Team     | + 28"       |
| 6  | Rigoberto Urán (COL)     | Etixx-Quick Step    | + 34"       |
| 7  | Alberto Contador (ESP)   | Team Tinkoff-Saxo   | + 36"       |
| 8  | Warren Barguil (FRA)     | Cannondale-Garmin   | + 1' 07"    |
| 9  | Zdeněk Štybar (CZE)      | Etixx-Quick Step    | + 1' 15"    |
| 10 | Bauke Mollema (NED)      | Trek Factory Racing | + 1' 32"    |

### Classificació per punts
|   | Ciclista             | Equip             | Punts |
| - | -------------------- | ----------------- | ----- |
| 1 | Peter Sagan (SVK)    | Team Tinkoff-Saxo | 213   |
| 2 | André Greipel (GER)  | Lotto Soudal      | 210   |
| 3 | Mark Cavendish (GBR) | Etixx-Quick Step  | 159   |

### Classificació de la muntanya
|   | Ciclista                   | Equip            | Punts |
| - | -------------------------- | ---------------- | ----- |
| 1 | Daniel Teklehaimanot (ERI) | MTN Qhubeka      | 4     |
| 2 | Joaquim Rodríguez (CAT)    | Team Katusha     | 2     |
| 3 | Alexis Vuillermoz (FRA)    | AG2R La Mondiale | 2     |

### Classificació del millor jove
|   | Ciclista             | Equip              | Temps       |
| - | -------------------- | ------------------ | ----------- |
| 1 | Peter Sagan (SVK)    | Team Tinkoff-Saxo  | 31h 02' 07" |
| 2 | Warren Barguil (FRA) | Team Giant-Alpecin | + 56"       |
| 3 | Nairo Quintana (COL) | Movistar Team      | + 1' 45"    |

### Classificació per equips
|    | Equip             | Temps       |
| -- | ----------------- | ----------- |
| 1r | BMC Racing Team   | 93h 06' 49" |
| 2n | Team Tinkoff-Saxo | + 1' 44"    |
| 3r | Etixx-Quick Step  | + 3' 43"    |

## Abandonaments
- Luca Paolini (ITA) (Team Katusha). Exclòs per dopatge de cocaïna.[5]